# バッファロー・ビルズ (AAFC)
バッファロー・ビルズは、1946年から1949年までAAFCに所属していたアメリカン・フットボールチームである。1949年のAAFC消滅時、NFLへの参入を試みたが、オーナー投票で否決され叶わず、チームは消滅した。
1960年のAFL創設とともに誕生し、現在、NFLに所属するバッファロー・ビルズとは別のチームである。

## 歴史

### 創立
NFLの対抗団体として設立されたAAFCが8チームで設立され、その内の1つがバッファロー・バイソンズ（ビルズ）であった。バイソンズという名称はバッファローに本拠地を置くスポーツチームが伝統的に使用する名称であったので、本チームでも採用されたが、1シーズン目が終わった後、オーナーが新しい愛称を求めて、チーム名を公募した。公募の中から採用されたのは「ビルズ」で、この名前はアメリカ西部開拓時代のガンマンの愛称であるバッファロー・ビルをもじったものであった。

### 消滅
AAFCがNFLに吸収合併される際に、ブラウンズ、49ERS、コルツがNFLに移籍する案が進められた。しかし、3チーム参入とするとNFLのリーグ構成は13チームと奇数となる上に、アメリカで不吉な数字とされる「13」となることや、コルツが本拠地を置くボルチモアよりもバッファローの方が市場規模が大きいことから、ビルズも加えるべきではないかという議論が起きた。
3チーム参入が実行された後、バッファローのファンは、17万5千ドルの資金を調達するなどして、追加で参入を認めるか否かのオーナー投票を実行するまでにこぎつけたが、全会一致が必要な所、9対4で否決され、参入は叶わなかった。

## シーズン成績
Note: 勝 = 勝, 敗 = 敗, 分 = 引分
| シーズン                 | 勝 | 敗 | 分 | 最終順位      | プレーオフ                                                                                        |
| ------------------------ | -- | -- | -- | ------------- | ------------------------------------------------------------------------------------------------- |
| バッファロー・バイソンズ |    |    |    |               |                                                                                                   |
| 1946                     | 3  | 10 | 1  | AAFC東地区3位 | --                                                                                                |
| バッファロー・ビルズ     |    |    |    |               |                                                                                                   |
| 1947                     | 8  | 4  | 2  | AAFC東地区2位 | --                                                                                                |
| 1948                     | 7  | 7  | 0  | AAFC東地区1位 | 東地区決勝勝利（対ボルチモア・コルツ） AAFCチャンピオンシップ敗退（対クリーブランド・ブラウンズ） |
| 1949                     | 5  | 5  | 2  | AAFC4位       | プレイオフ1回戦敗退（対クリーブランド・ブラウンズ）                                               |
| Totals                   | 23 | 26 | 5  |               |                                                                                                   |